# Co-sviluppo
Con il termine co-sviluppo si intende una strategia di cooperazione internazionale basata sulla valorizzazione del capitale umano, sociale e finanziario rappresentato dalle comunità migranti a favore dello sviluppo del loro paese d’origine.
Il concetto di co-sviluppo prende forma negli anni successivi alla caduta del muro di Berlino che, portando un forte cambiamento nei rapporti internazionali, causa un mutamento nel ruolo della società civile la quale inizia ad acquisire importanza maggiore.

## Evoluzione del concetto di sviluppo

### La fine del bipolarismo
Durante i primi anni '90, con la fine del bipolarismo, vennero messe in discussione l'idea di Stato-nazione e le strutture delle relazioni internazionali. Gli Stati persero unità al loro interno a causa del decentramento del potere verso le autonomie locali (più vicine agli interessi territoriali), con la conseguente necessità di ridefinire il concetto di sviluppo, che divenne uno sviluppo umano e sostenibile. Allo stesso tempo la società civile, che iniziava a manifestare il bisogno di una maggiore partecipazione, iniziò ad assumere un'impostazione sempre meno marginale.
Le precedenti politiche di cooperazione allo sviluppo (di tipo governativo), basate sulla somministrazione di risorse finanziarie nei paesi in via di sviluppo, si rivelarono insufficienti ed eccessivamente legate agli interessi dei donors.
Gli economisti David Dollar e Lant Pritchett proposero un cambiamento nel sistema della cooperazione allo sviluppo che a loro avviso era necessario. Vi era infatti secondo loro, il bisogno di apportare nuove idee, promuovere attività innovative, individuare le iniziative e gli attori motivati al cambiamento dell'ambiente politico e sociale, appoggiare la società civile «  sia perché pressi il governo per il cambiamento sia perché si faccia carico direttamente della prestazione di servizi». Si comincia così ad ipotizzare uno sviluppo che pone l'uomo al centro: l'individuo in quanto consapevole dei propri bisogni deve saper fronteggiare le difficoltà facendo ricorso alle proprie forze.
Inoltre con la globalizzazione, i confini statali divennero sempre più permeabili permettendo il crearsi di una « società mondiale di attori e spazi transazionali ». 
Le politiche di auto-sviluppo vennero inoltre favorite dalla crisi economica e dallo shock petrolifero del 1979 che portarono ad un ulteriore indebolimento del ruolo dello Stato, lasciando spazio a processi di liberalizzazione e privatizzazione ritenuti in grado di garantire lo sviluppo auto-sostenuto e un'efficace ricollocazione delle risorse. In questi anni si inizia parlare di "rinascita della società civile" per descrivere i crescenti processi di mobilitazione degli attori sociali e politici. 

### Il nuovo ruolo della società civile
La diffusa perdita di credibilità e il generale scetticismo dell'opinione pubblica nei confronti delle tradizionali forme di aiuto e della cooperazione governativa internazionale dovuta, come dimostra uno studio effettuato dall'UNDP (Programma delle Nazioni Unite per lo Sviluppo) nel 1998, alla corruzione e al dispendio inefficace di risorse, portò ad un crescente interessamento della società alla cooperazione internazionale. Nacque così l'esigenza di adeguare le forme della cooperazione alla crescente domanda di partecipazione della società che, agendo in più luoghi e al di là dei confini nazionali diventa una società mondiale. Iniziano inoltre a sorgere forme nuove di associazione che canalizzando la loro solidarietà, la riversano nell'ambito internazionale.

### La cooperazione decentrata
Nell'epoca della globalizzazione lo Stato ridefinisce le sue forme e la società civile diviene protagonista. Le autonomie locali assumono primaria importanza nella promozione della volontà di partecipazione dei cittadini. La cooperazione decentrata si presenta come elemento chiave delle nuove strategie di cooperazione internazionale che influenzano lo sviluppo locale attraverso collegamenti tra Sud e Nord del mondo. In questo contesto le regioni e gli enti locali assumono un ruolo primario nella promozione dello sviluppo umano.
Con la IV Convenzione di Lomé si dà il via a numerosi dibattiti e conferenze sull'importanza della partecipazione e del partenariato tra enti locali del Nord e Sud del Mondo come elementi cruciali per la cooperazione. La vicinanza delle autorità locali agli interessi della popolazione infatti, risulta essere un buon mezzo per individuare gli interventi adeguati da effettuare per rispondere a bisogni diversi in contesti diversi, rispondendo a problemi che possono essere definiti "glocali". 
La cooperazione decentrata per essere efficace deve agire promuovendo lo sviluppo locale di ambedue le parti.

### Nascita del concetto di co-sviluppo
In linea con il pensiero dell'Organizzazione per la cooperazione e lo sviluppo economico (OECD), affinché le politiche di sviluppo possano avere successo le parti della società civile devono riuscire a sfruttare le proprie capacità, acquisire potere e partecipare ai processi decisionali; da qui, i concetti di partecipazione, empowerment e ownership, determinanti al fine di una cooperazione allo sviluppo efficace.
La partecipazione rappresenta sia uno strumento che un fine ed è intesa come la capacità di dialogare con i diversi soggetti: locali, nazionali ed internazionali.
Essa necessita il coinvolgimento delle persone nei processi economici sociali, culturali e politici che influenzano la loro vita, comportando processi di sviluppo più complessi ma più efficienti ed efficaci.
Componente essenziale della partecipazione, l'empowerment rappresenta la possibilità del rafforzamento delle capacità delle persone e di partecipazione alle decisioni che influenzano il proprio quotidiano in una prospettiva di collaborazione e negoziazioni con attori più potenti.
L'ownership permette di rendere consapevoli gli attori sull'appartenenza ai processi intrapresi configurandosi così come uno dei presupposti essenziali della partecipazione.
Secondo Vanna Ianni i migranti si configurano come i protagonisti dello sviluppo in quanto capaci di creare un ponte tra zone di provenienza e zone di destinazione.
Il migrante può essere lo strumento principale per la realizzazione di un partenariato territoriale presentandosi come un soggetto transnazionale che trasferisce merci, beni, capitali ed elementi socio-culturali(come professionalità e capacità), in uno spazio che può essere di origine, di transito e di arrivo. 
È proprio sulla base di questi presupposti che prende forma il concetto di co-sviluppo, una strategia basata sulla valorizzazione del potenziale rappresentato dalle comunità migranti, stabilitesi nei paesi ricchi, a favore dello sviluppo del loro paese d'origine.

## Principi fondamentali
Secondo il CeSPI, alla base delle strategie di co-sviluppo, vi sono alcuni principi fondamentali: 

### Transnazionalismo
Il transnazionalismo è un processo attraverso il quale i migranti creano e riproducono relazioni sociali che connettono la società d'origine in quella d'accoglienza. In questa prospettiva, i migranti vengono visti come persone attive inserite in relazioni multiple su più territori. Si tratta di un fenomeno multidimensionale che spazia dal terreno sociale e politico a quello economico e finanziario. Il migrante diventa quindi transmigrante.
In realtà i migranti sono da sempre attori transnazionali. Secondo il sociologo cubano A.Portes, a differenziare il nuovo transnazionalismo dei migranti sono «L'alta intensità degli scambi, le nuove modalità di transazione e la moltiplicazione delle attività».

### Triplice vincita
Con il concetto di triplice vincita (o tripla vincita) si fa riferimento a processi di sviluppo che sono in grado di coinvolgere i paesi d'origine (e di transito), di destinazione e gli stessi migranti ed alle capacità di gestire le opportunità derivanti da questi processi.
La triplice vincita mostra la necessità di un'integrazione tra la dimensione interna ed esterna delle politiche migratorie e per lo sviluppo. Nonostante il nome "conciliante" nella triplice vincita non si ha mai una reale armonia. A livello transnazionale e nazionale infatti si registrano sempre conflitti, costi e criticità da parte di ognuno degli attori. Essendo inevitabili, i conflitti necessitano di una gestione efficiente, che favorisca la reciprocità degli interessi.

### Agency dei migranti
Espresso per la prima volta da Sen e Nusshaum, con il concetto di Agency (agentività) si indica una persona che autodetermina il proprio destino, libera di scegliere e capace di ottenere ciò che ritiene importante. 
Modellando attivamente i processi migratori, il migrante cerca di raggiungere i migliori esiti per se stesso, per la famiglia e per la propria comunità.

### Coerenza tra le politiche
Il binomio migrazione e sviluppo propone il superamento della concezione sicuritaria delle migrazioni, promuovendo legami tra politiche migratorie e di sviluppo. Allo stesso tempo viene valorizzato il legame tra la promozione delle migrazioni nei processi di sviluppo dei paesi d'origine e i contesti di inclusione nei paesi d'arrivo. 
Associazioni più forti, grazie a stabili relazioni con i paesi d'origine, riescono a promuovere processi di integrazione nei contesti di arrivo; migranti più inseriti nei contesti di arrivo hanno maggiori risorse economiche, sociali ed umane da investire nei contesti d'origine.

### Limiti nelle pratiche di co-sviluppo
Riferendosi sia al contesto internazionale che dei singoli Stati Membri, uno studio del 2014 promosso dall'European Centre for Development Policy Management (ECPDM) e dall'International Centre for Migration Policy Development (ICMPD) evidenzia che: «nonostante il dichiarato obiettivo della triplice vincita (per i migranti, i paesi di origine e destinazione) l'attenzione è stata principalmente rivolta ai contesti di origine, e vi è stata minore attenzione ai paesi di destinazione, sia in termini di impatto positivo sullo sviluppo che di condizioni, nei paesi di arrivo, necessarie per migliorare l'impatto delle migrazioni nei paesi di origine. La questione dell'integrazione è stata ampiamente ignorata e il binomio migrazione-sviluppo è stato criticato per non incorporare adeguatamente l'approccio basato sui diritti.»
Più in generale manca un consenso su quali siano esattamente le relazioni tra migrazioni e sviluppo, le politiche necessarie a sostenerle e gli obiettivi su cui bisogna puntare. Tali ambiguità sono riscontrabili anche nei paesi che, come l'Italia, la Francia e la Spagna, hanno adottato la nozione di co-sviluppo per definire il binomio migrazione-sviluppo.

## In Italia
Il governo italiano non ha elaborato documenti che propongano delle vere e proprie misure per il coinvolgimento dei migranti come attori dello sviluppo e non esistono né una definizione, né una politica ufficiale sul co-sviluppo. 
Nonostante nel 1999 la Direzione Generale per la Cooperazione allo Sviluppo (DGCS) del Ministero degli Affari Esteri (MAE) avesse riconosciuto gli immigranti come agenti di sviluppo ciò non si tradusse in politiche adeguate per la cooperazione allo sviluppo Italiana. 
Ciò che più manca nel contesto italiano è la consapevolezza politica dell’importanza di mettere al centro una strategia sulle migrazioni e sullo sviluppo di medio e lungo periodo, che faccia propri i principi del co-sviluppo e del GAMM (Approccio Globale alla Migrazione).
In particolare, il CeSPI raccomanda politiche in grado di: 
- ricercare sinergie di triplice vincita, in grado di promuovere il nesso tra politiche migratorie e piani di sviluppo dei contesti di origine e destinazione;
- condividere la gestione delle sfide comuni;
- promuovere l’intersettorialità e il decentramento (considerando l’importanza dei territori nel coinvolgimento dei migranti).

Servirebbe dunque, una strategia in grado di legare la dimensione interna ed esterna nella gestione delle politiche migratorie, attraverso un approccio multi-settoriale, multi-stakeholder e territoriale cercando di evitare una politica segmentata in cui i diversi Ministeri (in particolare il Ministero del Lavoro, il Ministero dell’Interno e il Ministero degli Affari Esteri e della Cooperazione Internazionale) seguono diverse iniziative supportate, spesso, da visioni eterogenee della migrazione. In alcuni casi la linea dei diversi Ministeri segue idee programmatiche di lungo termine (che raramente però si strutturano in una strategia formale). In altri casi prevale una logica basata su progetti che non sono tenuti insieme da una visione organica. Inoltre, se il caso italiano si distingue per la vitalità delle iniziative portate avanti dal basso, in particolare attraverso la cooperazione decentrata e delle organizzazioni sociali di cooperazione internazionale, sostenute anche dalle Fondazioni bancarie, manca una politica che assicuri una regia complessiva e la comunicazione trasparente dei risultati raggiunti a livello locale. 

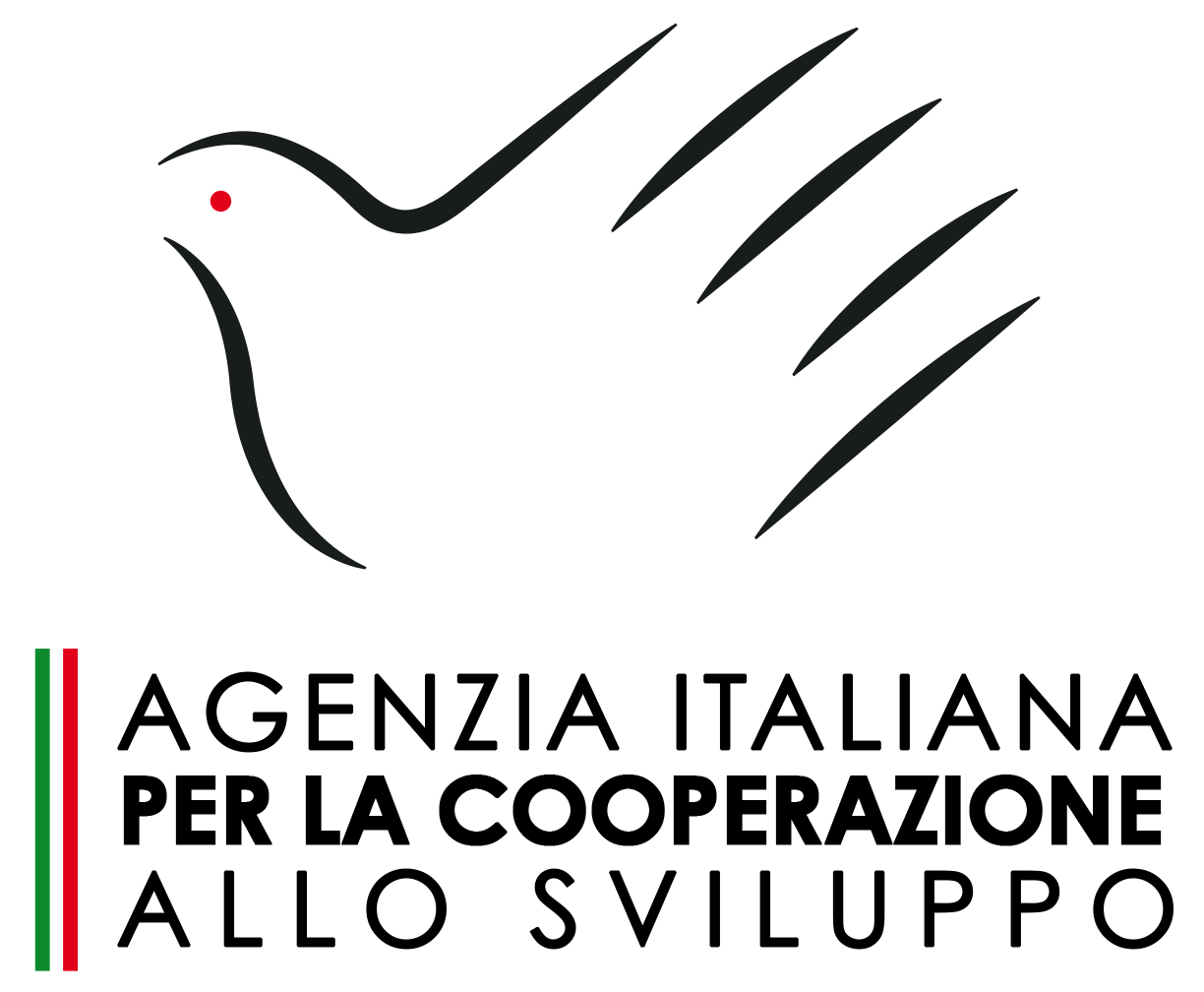
Logo dell'Agenzia Italiana per la Cooperazione allo Sviluppo

Alcuni passi in avanti sono stati fatti con la legge 125/2014. Quest'ultima, secondo il sito web dell'Agenzia Italiana per la Cooperazione allo Sviluppo (AICS), « ha l’ambizione di modernizzare la cooperazione italiana attraverso la costruzione di quattro pilastri: il primo è la “coerenza delle politiche governative”, garantita dal Comitato interministeriale per la cooperazione allo sviluppo (CICS), sede istituzionale di confronto a livello di Ministri (dal Ministro dell'Interno a quello dell'Ambiente, dallo Sviluppo economico alla Cultura) sulle diverse politiche internazionali del Governo, con lo scopo di aumentarne la compatibilità e la coerenza quanto a obiettivi e a risultati raggiunti. Il secondo pilastro è l’istituzione di un Viceministro alla Cooperazione con una delega ampia e specifica sulla materia e che potrà sedere al Consiglio dei Ministri, in caso si trattino questioni riguardanti la cooperazione. Il terzo pilastro è la definizione di “un sistema italiano della cooperazione” che vede il coinvolgimento e l’interazione di nuovi attori del non profit (Fondazioni, Onlus, Finanza etica, diaspore dei migranti etc.) e del settore privato. Infine, il quarto pilastro è incarnato dalla nuova Agenzia Italiana per la Cooperazione allo Sviluppo, un’Agenzia che, sotto la vigilanza del MAECI (Ministero degli Affari Esteri e della Cooperazione Internazionale), è dotata di una larga capacità di azione grazie a una personalità giuridica autonoma, un proprio bilancio ed una sua organizzazione. Tutte capacità che dovrebbero consentirle di fungere da vero e proprio hub tra le istituzioni nazionali e locali, il mondo no-profit e quello profit ».
Come evidenzia però uno studio del 2013 condotto dall'ECDPM e dall'ICMPD, « pochi paesi stabiliscono legami chiari tra le politiche di migrazione e sviluppo e le loro proprie politiche sociali in aree come il mercato del lavoro, la protezione sociale, l'educazione, ecc. Tematiche come l'accesso al mercato del lavoro (che include la questione delle qualifiche dei migranti), l'accesso ai diritti sociali (che include la portabilità dei diritti), ecc. sono spesso questioni lasciate a parte dalle discussioni su Migrazioni e Sviluppo». Servirebbe quindi uno sforzo maggiore per indirizzarsi ad una programmazione di lunga durata, coerente e partecipata dalle stesse associazioni di immigrati e, in prospettiva, dalle seconde generazioni. 
Andrea Stocchiero, coordinatore dei progetti di ricerca del CeSPI, paragona gli attori della cooperazione allo sviluppo ai personaggi senza autore della commedia pirandelliana: attori senza uno sceneggiatore che riesca a dare loro un orientamento coerente e strategico. 
Per la maggior parte, in assenza di una politica governativa riguardante il co-sviluppo, i progetti sono stati portati avanti da diversi attori della società civile organizzata, dal settore privato e dalle autonomie locali. L'attivismo della società civile testimonia quanto la consapevolezza dell'importanza dei migranti come attori di sviluppo sia fortemente sentita. 

### Esempi di co-sviluppo in Italia

#### Un aquilone per Yenne (Piemonte - Senegal)
L'amministrazione comunale di Oleggio durante il corso del 2007-2008, ha promosso insieme a numerosi partner del territorio un progetto di cooperazione decentrata con la comunità rurale di Yenne e con il villaggio di Nditakh in particolare. Il progetto si è proposto di migliorare le condizioni di vita a Yenne e Nditakh. Questo è stato possibile grazie al coinvolgimento attivo della popolazione di Oleggio che ha beneficiato a sua volta di un'occasione di conoscenza e di sensibilizzazione. Si è cercato di migliorare l'ambiente scolastico a Yenne; di promuovere attività generatici di reddito per le donne del villaggio; di sensibilizzare la popolazione di Nditakh su tematiche come ambiente, acqua ed educazione alimentare. 
In Italia si è invece cercato di dare conoscenza di una cultura e di un paese da cui provengono numerosi immigrati. Le attività di educazione ambientale e sensibilizzazione sono state rivolte sia agli studenti delle scuole coinvolte al Nord che agli studenti di cittadinanza Senegalese. Il progetto ha permesso lo scambio di esperienze con il Senegal e una raccolta fondi per il finanziamento dei futuri lavori.

#### Progetto Keur Daba (Piemonte - villaggio di Ndiawdoune)
Il progetto è stato avviato nel 2006. L'obiettivo del progetto Keur Daba è stato quello di migliorare la sicurezza alimentare delle popolazioni rurali del villaggio di Ndiawdoune attraverso la crescita delle capacità dei produttori locali, promuovendo inoltre maggiore attenzione anche alle tematiche ambientali e alla valorizzazione del ruolo delle donne e dei giovani.
I settori a cui è stata data maggiore attenzione sono:
- l'agricoltura (orticultura e alberi da frutto), utilizzando un sistema denominato "impianto a goccia".
- l'allevamento, in particolare degli animali da cortile con l'intensione di stimolare maggiormente l'imprenditorialità e la produttività delle donne.
- il commercio, attraverso il rafforzamento dei gruppi produttori nelle tecniche di organizzazione, programmazione, gestione interna e commercializzazione dei prodotti.

L'azione si inserisce in una strategia di promozione di "distretto agricolo", in cui le attività generatrici di reddito a breve termine(produzione di verdura e allevamento, soprattutto avicolo) si integrano con attività produttive di medio periodo (alberi da frutta) e con iniziative a carattere ambientale (alberi frangivento e lotta alla desertificazione attraverso il rimboschimento). Attraverso la creazione di un comprensorio agricolo che consentirà alla popolazione di disporre degli strumenti e delle tecniche per la coltivazione di frutta, verdure e cereali, e rafforzando le attività agricole tradizionali in modo da garantire non soltanto l'autosufficenza alimentare, ma anche l'inserimento in un circuito stabile di commercializzazione locale, l'intervento cerca di mettere in moto l'economia del villaggio. 
Per la realizzazione delle attività sono state trasferite sul luogo sia tecnologie innovative che le competenze appropriate. Il progetto è stato integrato da azioni di formazione per l'acquisizione di competenze al fine di incrementare le capacità di autogestione e auto-sviluppo, prestando particolare attenzione al rafforzamento del ruolo delle donne. 

#### Progetto Migravalue (Emilia Romagna - Paesi Balcanici)
Migravalue si è proposto di sviluppare strumenti di analisi e operativi per valorizzare il capitale finanziario e umano dei migranti al fine di promuovere lo sviluppo economico e sociale delle loro comunità di origine e le integrazione della regione di partenza e di destinazione coinvolte. 
Questo obiettivo generale è stato suddiviso in due obiettivi specifici:
- disegnare uno strumento finanziario che attivi un collegamento di sistema tra la disponibilità finanziaria generata dagli immigrati e la disponibilità di credito per iniziative di sviluppo comunitario, sia economico che sociale;
- analizzare e valutare l'impatto delle dinamiche migratorie sul tessuto sociale dei contesti d'origine.

#### Progetto Terre e salute (Emilia Romagna - Senegal)
Il progetto ha perseguito sinergie sull'agricoltura e servizi di salute in due realtà rurali della regione di Thies, implementando l'agricoltura per la creazione di reddito, sicurezza alimentare e creazione di un sistema sanitario mutualistico implementando l'organizzazione sanitaria. Nel comune di Khombole è stata potenziata la produzione agricola attraverso il ripristino irriguo, la formazione e la diversificazione delle colture, generando reddito e lavoro. Nelle due realtà rurali sono stati condotti interventi di educazione sanitaria della popolazione, con focus sulla prevenzione di Malaria e Tubercolosi, e sono stati potenziati i servizi sanitari di base con servizi di urgenza dotati di personale formato e di ambulanze.
Il miglioramento sanitario e l'incremento di redditività consentiranno di migliorare le condizioni di vita nell'area rurale contrastando il fenomeno di esodo verso contesti urbani già in difficoltà, prevenendo così tensioni sociali nel rispetto delle indicazioni dei piani governativi. 
Nell'intervento sono state coinvolte le donne come pilastro della società: azioni formative di rafforzamento delle competenze in ambito gestionale e progettuale delle associazioni femminili. A Pire, la federazione dei gruppi femminili attiverà modelli di imprese agricole con contratti trasparenti di locazione delle terre come buona pratica sull'accesso e sull'uso delle terre per le donne. Il supporto formativo e di consulenza strutturerà competenze agronomiche, gestionali e sulle trasformazioni dei prodotti.
In Emilia-Romagna si rafforzerà la rete trasferendo ai migranti competenze utili ed interventi sulle politiche di sviluppo in Senegal; verranno organizzati eventi per consolidare ponti tra comunità migranti e popolazione del paese d'origine.

#### Progetto F.A.M.A. (Puglia - Albania)
Scopo del progetto è stato quello di facilitare l'inclusione sociale degli immigrati albanesi residenti nella provincia di Lecce e impiegati nel settore edile, attraverso un percorso orientato al rafforzamento di quelle competenze professionali che stanno scomparendo. Sono stati coinvolti quindici cittadini albanesi, due di questi assunti a tempo indeterminato. Per arrivare a questi risultati sono stati fondamentali la sinergia tra la scuola edile di Lecce e la scuola Don Bosco di Tirana e la rete di cooperazione transfrontaliera nei settori produttivi coinvolti. 

#### The Banking Bridge (Puglia - Albania)
Il progetto si è proposto di facilitare l'accesso al sistema bancario da parte degli immigrati albanesi in Puglia, creando, attraverso l'interfaccia di una struttura bancaria di mediazione culturale, un ponte tra sistemi bancari − albanese e pugliese − funzionale al sistema dell'educazione finanziaria permanente per gli immigrati, trasparenza nei flussi finanziari con il paese di origine e auto-imprenditorialità supportata dalle garanzie nell'accesso al microcredito.
Tra i risultati prodotti:
- la formazione i informazione per immigrati e operatori del sistema bancario sulle tematiche del migrant banking.
- lo sviluppo di prodotti innovativi di migrant banking e di garanzia al microcredito, sulla base della reale domanda emersa dal segmento immigrati/emigranti albanesi.
- la creazione di un portale web e di linee guida proposte a funzionari di banche pugliesi per migliorare le relazioni con la clientela albanese.

Il progetto è stato co-finanziato dal programma Interreg/Cards III A Italia - Albania.

## In Europa
A livello europeo, già nel 1999 con il Consiglio di Tampere inizia ad essere riconosciuta l'importanza del legame tra migrazione e sviluppo. Venne infatti lanciata l'idea di un nuovo approccio:
Nel 2005 si giunse ad un cambio di prospettiva nelle politiche Europee che confluirono in un approccio integrato definito "approccio globale sulla migrazione". L'idea base di questo approccio era quella di migliorare la gestione delle migrazioni per ottenere maggiore sviluppo riconoscendo le potenzialità del fenomeno migratorio.
Secondo la deputata Marie-Arlette Carlotti il co-sviluppo dev'essere pienamente riconosciuto su scala europea e per far sì che le migrazioni possano essere una leva di sviluppo, l'UE deve dotarsi di due strumenti prioritari: 
- un fondo specifico con gestione flessibile per finanziare azioni di co-sviluppo;
- un fondo di garanzia per assicurare la perennità di micro progetti di migranti massimizzandone l'impatto sullo sviluppo.

Nel 2008 il Comitato Economico e Sociale Europeo ribadisce l'esigenza di integrare le politiche della migrazione e dello sviluppo alle politiche di migrazione ed integrazione della manodopera dei paesi d'accoglienza e nelle strategie di sviluppo dei paesi d'origine allentando invece i provvedimenti a carattere sicuritario. 
A partire dal 2011, con l'aumento globale del fenomeno migratorio, la Commissione Europea revisiona l'Approccio Globale alla Migrazione (GAMM) puntando sul nesso tra migrazioni e sviluppo e sulla necessità di una collaborazione con i paesi d'origine per regolare il fenomeno: 
(Commissione Europea, Report on the implementation of the Global Approach to Migration and Mobility, 2012/13)
Se in precedenza le politiche sociali tendevano ad occuparsi soltanto degli interessi interni ad uno Stato, da quel momento avrebbero dovuto aprirsi ad una dimensione globale: la serena convivenza in una società sempre più transnazionale necessita di politiche portate avanti anche al di fuori dei confini nazionali. 
Grazie al GAMM, vengono compiuti passi in avanti anche sul piano sociale e umano, ponendo attenzione all'accompagnamento del migrante lungo tutto il percorso del processo migratorio e tenendo sempre in considerazione le conseguenze sociali delle migrazioni. 
Risulta comunque difficile tradurre un simile approccio progressista in interventi effettivamente operativi. Da una parte infatti, non riconoscendo il vantaggio che le migrazioni potrebbero avere, la collaborazione con i paesi d'origine e di transito viene meno. Dall'altra gli stanziamenti europei non permettono di agire contemporaneamente nei paesi d'origine e di arrivo. 

### Francia
La Francia fu il primo paese a sentire l'esigenza di creare un collegamento tra sviluppo e politiche di migrazione. 
A partire dagli anni '70, il concetto di co-sviluppo (co-développement) venne associato al tema delle migrazioni anche se, inizialmente, fu inteso soltanto come aiuto al rimpatrio.
Nonostante le critiche iniziali nei confronti delle politiche che collegavano il co-sviluppo al rimpatrio, in uno studio sulle migrazioni in Mali della sociologa e antropologa Catherine Quiminal venne mostrato come le associazioni maliane in Francia fossero promotrici di iniziative legate alle necessità delle comunità d'origine, sostenute però dalla popolazione francese.
Fu nel rapporto del politologo Sami Naïr, incaricato dalla Mission Interministérielle "Migration et Développement" di redigere un rapporto sul bilancio che venne proposto in modo ufficiale il termine co-sviluppo come metodo per andare incontro alle esigenze dei paesi d'origine dei migranti, seguendo una strategia che puntava alla diminuzione dei flussi migratori verso la Francia. Il rapporto permise di riconoscere il contributo dei migranti per l'affermarsi di un novo tipo di cooperazione. Dopo la sua pubblicazione venne infatti creata una " Missione Interministeriale Co-sviluppo e Migrazioni Internazionali (MICOMI)" con il compito di occuparsi delle politiche di co-sviluppo al livello nazionale sostituita in seguito dal FORIM Archiviato l'8 luglio 2017 in Internet Archive. ("Forum des Organisations de Solidarité Internationale issues des Migrations"), un'associazione di immigrati nata per rappresentare le associazioni di fronte alle autorità pubbliche. 
Nel 2005 nacque la "Cellule de co-développement" del ministero degli affari esteri francese e nel 2007 Nikolas Sarkozy istituì un Ministero dell'immigrazione e del co-sviluppo ("Ministère de l'Immigration, de l'Intégration, de l'Identité nationale et du Codéveloppement"). 
Nonostante la consapevolezza dell'importanza del ruolo dei migranti nel processo di sviluppo, la legge sull'immigrazione varata nel 2007 dimostrò nuovamente come le politiche di co-sviluppo fossero funzionali al rimpatrio e al breve soggiorno dei migranti sul territorio piuttosto che a una loro permanenza.

### Spagna
La Spagna pur essendo un paese di recente immigrazione con un conseguente tessuto di associazioni di migranti piuttosto debole dimostrò nel corso degli anni un crescente interesse sull'argomento migrazioni e sviluppo. 
Il concetto di co-sviluppo fu introdotto per la prima volta nel 2000 con il PLAN GRECO ("Programa Global de Regulación y Coordinación de la Extranjería y la Immigración en España") un piano in cui il co-sviluppo venne considerato importante per stimolare lo sviluppo e coinvolgere i migranti.
Esso prevedeva:
- Formazione rivolta a persone immigrate che possano costituirsi come agenti di sviluppo nel loro paese
- Supporto all'inserimento lavorativo nel paese d'origine
- Orientamento al risparmio e all'investimento produttivo nel paese d'origine
- Promozione di un fondo di garanzia per accesso al micro credito per il finanziamento di attività produttive nel paese d'origine
- Assistenza tecnica nelle regioni d'origine

Nel 2005 venne varato il "Plan director de la coperación Española" in cui venne ripreso il concetto di co-sviluppo secondo le linee Europee. In seguito, alcune comunità autonome spagnole svilupparono iniziative basate sul co-sviluppo. La Catalogna fu molto attiva in questo senso impegnandosi fortemente nel finanziamento e nell'implementazione di progetti di co-sviluppo riconoscendo nelle capacità dei migranti un valore aggiunto.
A seguito del forte processo di immigrazione sperimentato dalla società spagnola a partire dal 2000 (che rappresentava quasi l'80% della crescita demografica della Spagna) molte università decisero di aprire corsi di apprendimento in materia e vennero svolte diverse tesi di dottorato, concentrandosi su diversi aspetti del processo di sviluppo, tra cui l'impatto delle migrazioni e delle rimesse nei paesi d'origine, soprattutto in Ecuador, in Colombia e in Marocco.
Secondo Graciela Malgesini, docente di storia dell'economia all'Università di la Plata, il co-sviluppo e il legame tra migrazione e sviluppo genera prevalentemente impatti positivi sia sulla società d'origine degli immigrati, sia sulla società ospitante. Questa definizione presuppone il ruolo degli immigrati come attori e vettori di sviluppo, in "entrambi i lati", e la comprensione che le relazioni tra paesi ospitanti e paesi di provenienza si configurano in modo orizzontale. 
Carlos Gimenez ha inoltre individuato altre due caratteristiche del co-sviluppo: 
- La molteplicità delle parti interessate. Il co-sviluppo presuppone infatti una rete di partecipanti che supera quantitativamente e qualitativamente i soggetti coinvolti nei tradizionali progetti di cooperazione allo sviluppo in quanto include autorità, organizzazioni sociali, sindacati, università, Istituti di formazione, imprese e associazioni immigrate.
- La cittadinanza transnazionale. Gli immigrati che agiscono in attività di concorrenza, incorporati in una dinamica transnazionale, sono anche cittadini transnazionali, nella misura in cui hanno una doppia presenza. Questo doppio spazio di appartenenza, a sua volta, incoraggia le decisioni, influenza l'economia, lo sviluppo politico e sociale e permette la formazione di un'identità separata, basata su due aree geografiche, il paese di origine e il paese di destinazione.